# Sony Cyber-shot DSC-H9

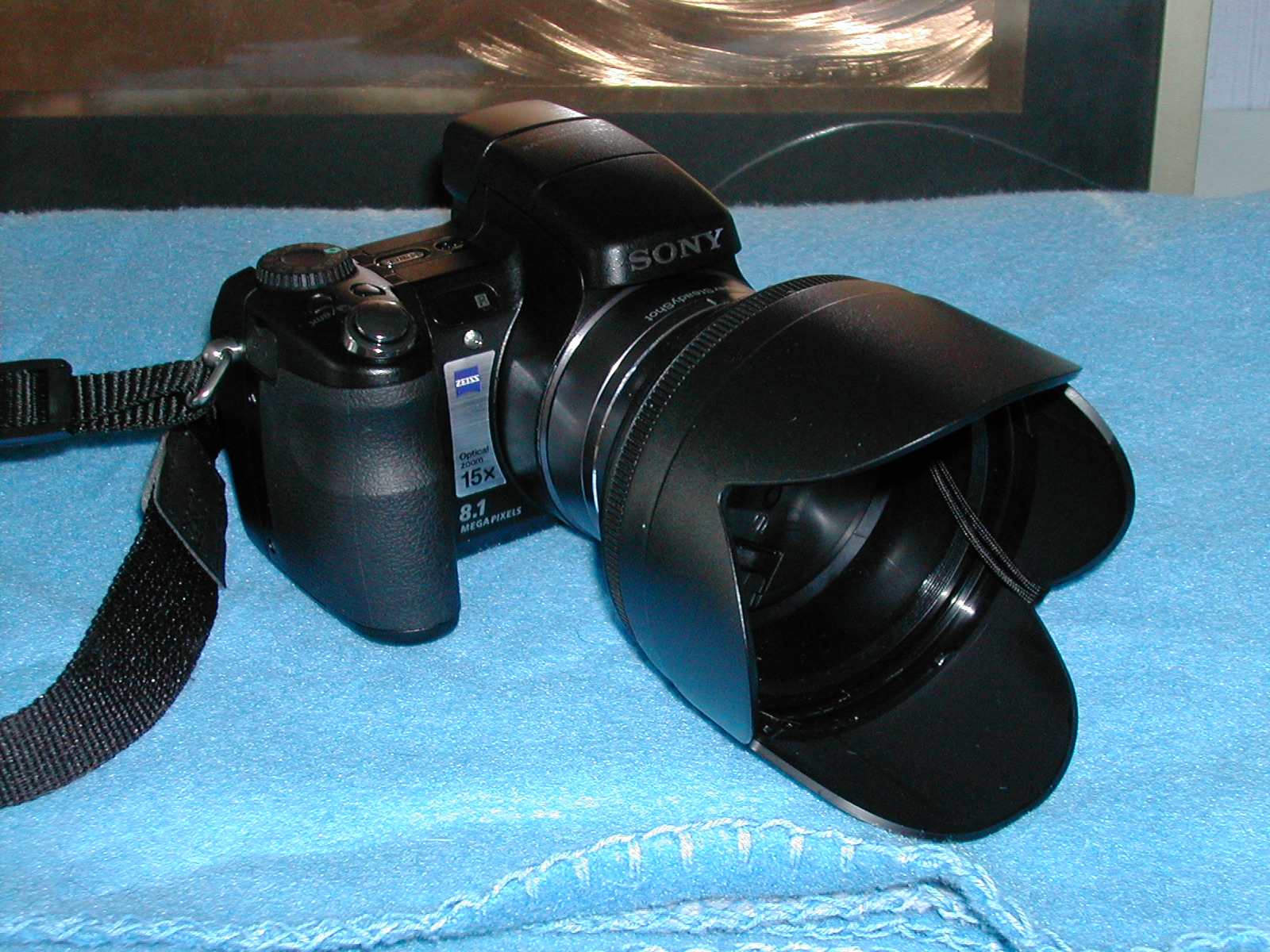
Sony Cyber-Shot DSC-H9 avec son pare soleil tulipe

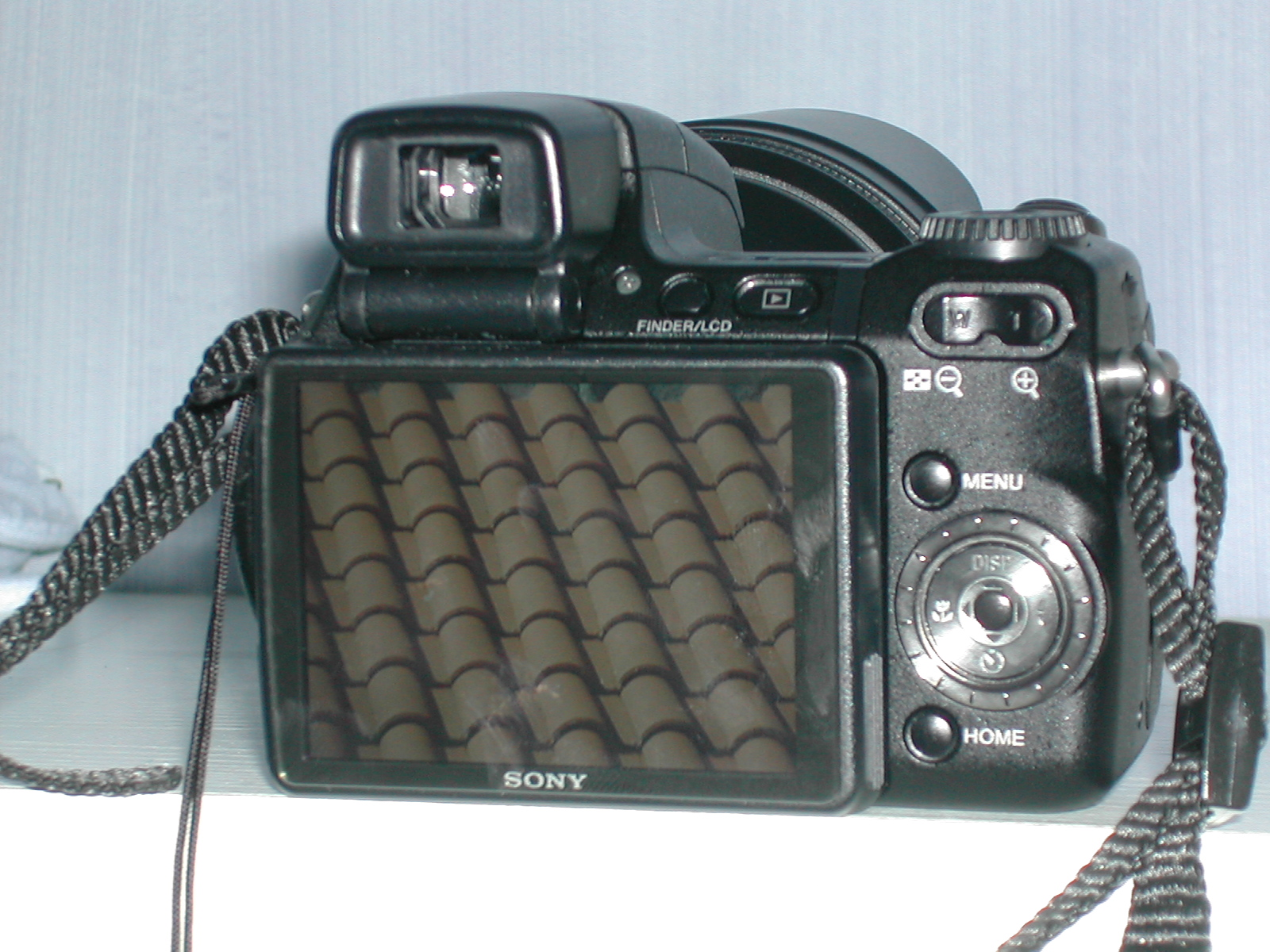
Vue arrière du DSC-H9

Le Cyber-shot DSC-H9 est un appareil photographique numérique de type bridge fabriqué par Sony.
L'appareil offre une définition maximum de 8,1 mégapixels, et possède un zoom optique de 15x, le tout pour des dimensions de 11 x 8,3 x 8,6 cm.
Sony sort pratiquement en même temps le modèle DSC-H7, modèle strictement identique si ce n'est l'absence de fonction de prise de vue infrarouge, un écran fixe de 2,5 pouces et un poids de 30 grammes inférieur au H9.
Son automatisme gère 9 modes Scène pré-programmés afin de faciliter les prises de vues (paysage, portrait, portrait de nuit, feu d'artifice, sports, crépuscule, plage, neige, haute sensibilité).

L’ajustement de l'exposition est automatique et permet également un mode manuel avec un ajustement dans une fourchette de ±2.0 par paliers de 0,33 EV.

La balance des blancs se fait de manière automatique, mais également semi-manuelle avec des options pré-réglées (lumière incandescent, trouble, flash, lumière du jour, lampe fluorescente (blanc froid), lampe fluorescente (lumière du jour), lampe fluorescente (blanc chaud)).

Il dispose du système NightShot qui permet de photographier dans le noir total sous lumière infrarouge.

Il possède une fonction "détection des visages" qui permet à l'appareil de faire le point de manière automatique sur les visages et de garantir leur netteté.

Son flash incorporé a une portée effective de 0,2 à 9,8 m et dispose de la fonction atténuation des yeux rouges et d'un dispositif d'éclairage AF.

## Caractéristiques
- Capteur CCD 1/2,5 pouces - définition : 8,1 millions de pixels - 8 millions de pixels effective
- Zoom optique : 15x, numérique : 2x
  - Distance focale équivalence 35 mm : 31-465 mm
  - Ouverture maximale de l'objectif : F/2,7-F/4,5
  - Stabilisateur optique Super Steady Shot
- Vitesse d'obturation : Manuelle : 30 à 1/1000 seconde - Auto : 1/4 à 1/4000 seconde
- Sensibilité : ISO 80 à ISO 3200
- Définition image : 3264x2448, 3264x2176, 2592x1944, 2048x1536, 1920x1080 et 640x480 au format JPEG
- Définition vidéo : 640x480 à 30 images par seconde, 640x480 à 16 images par seconde et 352X240 à 8,3 images par seconde au format MPEG VX.
- Stockage : Memory Stick Duo et Memory Stick Pro Duo, mémoire interne : 31 Mo
- Connectique : USB 2.0
- Compatible PictBridge
- Écran pivotant LCD de 3 pouces - matrice active TFT de 230 000 pixels
- Batterie propriétaire rechargeable lithium-ion NP-BG1 et chargeur
- Poids : 407 g - 546 g avec accessoires
- Finition : noir ou argent